# Реута Сергій Іванович
Сергі́й Іва́нович Реу́та (31 січня 1970 — 23 листопада 2014)  — прапорщик, Міністерство внутрішніх справ України.

## Життєпис
Був пастором церкви «Живе слово» в Луганську. В квітні 2014-го з іще 4 вірянами вирішив іти добровольцями в ЗСУ. У вільний час радо намагався побратимам нести слово Боже.
Міліціонер, полк патрульної служби міліції особливого призначення «Дніпро-1».
Вночі 23 листопада 2014-го загинув внаслідок артилерійського обстрілу російськими збройними формуваннями селища Піски Ясинуватського району із САУ — один зі снарядів влучив у будинок, де перебували бійці.
Вдома залишилась дружина та троє дітей. Похований в місті Києві, Центральне кладовище[уточнити], Алея поховань Почесних громадян.

## Нагороди
За особисту мужність і героїзм, виявлені у захисті державного суверенітету та територіальної цілісності України, вірність військовій присязі під час російсько-української війни
- нагороджений орденом «За мужність» III ступеня (26.2.2015, посмертно).
- Його портрет розміщений на меморіалі «Стіна пам'яті полеглих за Україну» у Києві: секція 5, ряд 6, місце 5.
- Вшановується 23 листопада в Міністерстві оборони України на ранковому церемоніалі вшанування захисників України, які загинули цього дня у різні роки, внаслідок російської збройної агресії.[1]